# Plan-It-X Records
Plan-It-X Records (ook wel PIX genoemd) is een onafhankelijke platenmaatschappij uit de Verenigde Staten. Plan-It-X komt oorspronkelijk uit Georgetown, Indiana maar heeft zich tegenwoordig gevestigd Bloomington, Indiana. Het label staat vooral bekend om het uitgeven van folkpunk en poppunk.
De platenmaatschappij werd midden jaren negentig opgericht en zou in de latere jaren 90 en vroege millenniumjaren veel folkpunk uitgeven en daarbij ook een grote rol speelden bij het ontwikkelen van het genre. In de vroege jaren 2000 begon een Plan-It-X Records geluid, dat sterk was beïnvloed door underground poppunk uit de jaren 90 en klassieke DIY ethiek, populair te worden. Voor velen in de punkgemeenschap werd het platenlabel als synoniem voor folkpunk gezien, hoewel de platenmaatschappij ook veel elektronische muziek met weinig of geen folk invloed heeft uitgegeven. Het platenlabel werd opgeheven in 2016.
Plan-It-X heeft muziek van onder andere This Bike is a Pipe Bomb, Defiance, Ghost Mice, Japanther, The Bananas, Operation: Cliff Clavin, Against Me! en andere bands uitgegeven.

## Bands
Een lijst van bands die bij Plan-It-X spelen of gespeeld hebben.
- Abe Froman
- Against Me!
- AJJ
- Andrew Lips
- Antsy Pants
- The Bananas
- The Blank Fight
- Best Friends Forever
- Beyond Things
- Brook Pridemore
- Captain Chaos
- Carrie Nations
- The Connie Dungs
- The Dauntless Elite
- Dave Dean's Musical Forklift
- Dead Bird
- Defiance, Ohio
- Delay
- The Devil Is Electric
- Disarm
- Dogbreth
- The Door-Keys
- Emperor X
- Eric Ayotte
- Erin Tobey

- Fifteen
- The Four Eyes
- The Future Virgins
- Ghost Mice
- Greg Wells
- Halo Fauna
- Heathers
- Henry Rollins and the Sweater Band
- I Like Japanese Hardcore
- Imperial Can
- James Black
- Japanther
- Kyle Hall
- Lava Lava
- Left Out
- Los Gatos Negros
- Lycka Till
- Madeline Adams
- Madeline Ava
- Matty Pop Chart
- The Max Levine Ensemble
- Michael Jordan Touchdown Pass
- One Reason
- ONSIND
- Operation: Cliff Clavin

- Paul Baribeau
- Peanucle
- Punkin Pie
- Ramshackle Glory
- Rosa
- Russ Substance
- Sara Cilantro
- Saw Wheel
- Sexy
- Shotwell
- The Sissies
- Soophie Nun Squad
- Spoonboy
- Stressface
- Street Eaters
- Super Bobby
- The Taxpayers
- The Ted Dancin' Machine
- The Tiger
- This Bike is a Pipe Bomb
- Watercolor Paintings
- Waxahatchee
- Will Power
- Your Heart Breaks